# Dicranomyia (Dicranomyia) incisurata
Dicranomyia (Dicranomyia) incisurata is een tweevleugelige uit de familie steltmuggen (Limoniidae). De soort komt voor in het Palearctisch gebied.